# Primera División de Islas Feroe 2023
La Primera División de Islas Feroe 2023, conocida como «Betri deildin menn» por razones de patrocinio, fue la edición número 81 de la Primera División de las Islas Feroe. La temporada comenzó el 4 de marzo y terminó el 29 de octubre.

## Sistema de competición
Los 10 equipos participantes jugaron entre sí todos contra todos tres veces totalizando 27 partidos por cada equipo. Al final de la temporada el primer clasificado garantizó un cupo para la Liga de Campeones 2024-25, mientras que el segundo y el tercero clasificado garantizaron un cupo para la Liga Conferencia de la UEFA 2024-25. Por otro lado el último clasificado descendió a la 1. deild 2024.
Un tercer cupo para la Liga Conferencia de la UEFA 2024-25 fue asignado al campeón de la Copa de Islas Feroe.

## Equipos participantes
| Equipo          | Ciudad       | Estadio        | Capacidad |
| --------------- | ------------ | -------------- | --------- |
| 07 Vestur       | Sandavágur   | Á Dungasandi   | 2000      |
| Argja Bóltfelag | Argir        | Argir Stadium  | 2000      |
| B36             | Tórshavn     | Gundadalur     | 5000      |
| B68             | Toftir       | Svangaskarð    | 1450      |
| EB/Streymur     | Streymnes    | Við Margáir    | 2000      |
| HB              | Tórshavn     | Gundadalur     | 5000      |
| ÍF              | Fuglafjørður | Í Fløtugerði   | 1200      |
| KÍ              | Klaksvík     | Við Djúpumýrar | 4000      |
| TB              | Tvøroyri     | Við Stórá      | 1600      |
| Vikingur        | Norðragøta   | Sarpugerði     | 3000      |

### Ascensos y descensos
| Pos. | Ascendidos de 1. Deild 2022 |
| ---- | --------------------------- |
| 1    | ÍF                          |
| 3    | TB                          |

| Pos. | Descendidos de Primera División 2022 |
| ---- | ------------------------------------ |
| 9    | NSÍ                                  |
| 10   | Skála                                |

## Desarrollo

### Clasificación
| Pos. | Equipo              | Pts. | PJ | G  | E  | P  | GF | GC | Dif. | Clasificación 2024-25                 |
| ---- | ------------------- | ---- | -- | -- | -- | -- | -- | -- | ---- | ------------------------------------- |
| 1    | KÍ Klaksvik (C)     | 67   | 27 | 21 | 4  | 2  | 66 | 19 | +47  | Primera ronda de la Liga de Campeones |
| 2    | Víkingur Gøta       | 60   | 27 | 19 | 3  | 5  | 76 | 23 | +53  | Primera ronda de la Liga Conferencia  |
| 3    | HB Tórshavn         | 58   | 27 | 18 | 4  | 5  | 68 | 23 | +45  | Segunda ronda de la Liga Conferencia  |
| 4    | B36 Tórshavn        | 57   | 27 | 18 | 3  | 6  | 54 | 27 | +27  | Primera ronda de la Liga Conferencia  |
| 5    | 07 Vestur           | 40   | 27 | 12 | 4  | 11 | 42 | 40 | +2   |                                       |
| 6    | EB/Streymur         | 25   | 27 | 7  | 4  | 16 | 25 | 53 | −28  |                                       |
| 7    | B68 Toftir          | 23   | 27 | 4  | 11 | 12 | 29 | 48 | −19  |                                       |
| 8    | ÍF Fuglafjarðar     | 20   | 27 | 6  | 2  | 19 | 22 | 67 | −45  |                                       |
| 9    | Argja Bóltfelag (D) | 18   | 27 | 5  | 3  | 19 | 27 | 63 | −36  | Descenso a la 1. deild 2024           |
| 10   | TB Tvøroyri (D)     | 16   | 27 | 4  | 4  | 19 | 15 | 61 | −46  | Descenso a la 1. deild 2024           |

 Fuente: FSF
Notas:
1. ↑  Campeón de la Copa de Islas Feroe 2023.

### Resultados
| Local \ Visitante | ABA | B36 | EBS | HAV | KÍ  | TBT | TOF | VES | VÍK | ÍF  |
| ----------------- | --- | --- | --- | --- | --- | --- | --- | --- | --- | --- |
| Argja Bóltfelag   |     | 0–2 | 1–3 | 2–4 | 0–2 | 0–0 | 3–1 | 1–2 | 0–4 | 2–0 |
| B36               | 2–1 |     | 2–1 | 0–2 | 2–3 | 4–0 | 2–0 | 3–0 | 2–1 | 5–1 |
| EB/Streymur       | 2–0 | 1–2 |     | 0–3 | 0–2 | 2–1 | 2–0 | 0–5 | 0–2 | 2–1 |
| HB                | 4–0 | 1–0 | 6–1 |     | 0–1 | 4–0 | 4–1 | 2–0 | 1–1 | 4–1 |
| KÍ                | 2–1 | 2–1 | 1–0 | 2–0 |     | 7–1 | 1–1 | 1–1 | 2–0 | 1–0 |
| TB                | 3–2 | 0–4 | 0–1 | 0–0 | 1–5 |     | 2–1 | 2–1 | 0–2 | 0–1 |
| B68               | 1–0 | 0–1 | 0–0 | 0–2 | 0–5 | 1–1 |     | 2–3 | 3–3 | 3–1 |
| 07 Vestur         | 2–1 | 2–2 | 3–1 | 1–3 | 1–3 | 2–0 | 1–1 |     | 1–2 | 1–0 |
| Víkingur          | 5–0 | 0–3 | 1–0 | 0–2 | 2–1 | 7–0 | 1–1 | 3–1 |     | 5–0 |
| ÍF                | 2–0 | 0–3 | 3–0 | 2–7 | 1–7 | 1–0 | 1–3 | 0–2 | 0–1 |     |

| Local \ Visitante | ABA | B36 | EBS | HAV | KÍ  | TBT | TOF | VES | VÍK | ÍF  |
| ----------------- | --- | --- | --- | --- | --- | --- | --- | --- | --- | --- |
| Argja Bóltfelag   |     | 3–2 |     |     | 1–1 | 3–0 |     | 2–0 |     |     |
| B36               |     |     |     | 0–0 | 0–0 |     | 2–0 | 3–1 |     | 1–0 |
| EB/Streymur       | 4–1 | 0–3 |     | 0–1 |     | 0–1 |     |     |     |     |
| HB                | 5–0 |     |     |     | 1–2 |     | 3–3 |     | 1–2 | 3–1 |
| KÍ                |     |     | 3–2 |     |     | 1–0 |     |     | 1–2 | 5–0 |
| TB                |     | 0–3 |     | 1–4 |     |     |     | 0–1 |     | 1–2 |
| B68               | 2–2 |     | 2–2 |     | 1–2 | 1–1 |     |     | 0–3 |     |
| 07 Vestur         |     |     | 1–1 | 2–1 | 0–3 |     | 0–1 |     | 3–2 |     |
| Víkingur          | 5–0 | 6–0 | 8–0 |     |     | 1–0 |     |     |     |     |
| ÍF                | 3–1 |     | 0–0 |     |     |     | 0–0 | 0–3 | 1–7 |     |

## Goleadores
- Lista de máximos goleadores de la temporada
| Rank | Jugador            | Club          | Goles |
| ---- | ------------------ | ------------- | ----- |
| 1.   | Sølvi Vatnhamar    | Víkingur Gøta | 21    |
| 2.   | Adrian Justinussen | HB Tórshavn   | 17    |
| 2.   | Páll Klettskarð    | KÍ Klaksvík   | 17    |
| 4.   | Martin Klein       | Víkingur Gøta | 16    |
| 5.   | Mikkel Dahl        | HB Tórshavn   | 15    |
| 6.   | Árni Frederiksberg | KÍ Klaksvík   | 13    |
| 7.   | Brian Jakobsen     | AB Argir      | 11    |
| 7.   | Valērijs Šabala    | B36 Tórshavn  | 11    |
| 9.   | Bjarki Nielsen     | B36 Tórshavn  | 10    |